# Año Internacional de la Concienciación sobre los Asteroides y de la Defensa Planetaria

Animación de la oribita de Apophis 99942 y de la Tierra.gif

2029 fue proclamado Año Internacional de la Concienciación sobre los Asteroides y de la Defensa Planetaria por la Asamblea General de las Naciones Unidas mediante la resolución 79/86, aprobada el 4 de diciembre de 2024.  Esta designación responde a la necesidad de incrementar la concienciación global sobre los riesgos y beneficios asociados a los asteroides y otros objetos cercanos a la Tierra, así como para resaltar los esfuerzos de colaboración en la mitigación del peligro de impactos cósmicos. La Oficina de Naciones Unidas para Asuntos del Espacio Exterior (UNOOSA) será la entidad encargada de facilitar la observancia del Año Internacional en cooperación con agencias espaciales, organizaciones internacionales y otros actores relevantes.
El evento central de esta conmemoración es el paso extremadamente cercano del asteroide 99942 Apophis el 13 de abril de 2029, cuando atravesará la órbita geoestacionaria de la Tierra sin representar una amenaza. Este suceso único en la historia astronómica brindará una oportunidad excepcional para la educación y sensibilización pública sobre los asteroides, su estudio científico y los esfuerzos globales en defensa planetaria.

## Actividades y alcance
A lo largo de 2029, se espera que los Estados miembros, junto con agencias espaciales y comunidades científicas, organicen actividades para fomentar la observación astronómica y la difusión de información sobre los asteroides. Estas actividades incluirán eventos educativos, campañas de divulgación, oportunidades de acceso a nuevos conocimientos en el campo de la observación espacial, y el fortalecimiento de redes internacionales entre astrónomos, científicos y el público en general.
Las iniciativas estarán enfocadas en inspirar a las nuevas generaciones en la exploración espacial, fortalecer la cooperación internacional en la vigilancia de objetos cercanos a la Tierra y promover estrategias efectivas para la mitigación de posibles impactos. Además, se pondrá especial énfasis en el apoyo a las comunidades científicas de países en desarrollo, con el fin de mejorar sus capacidades en la detección y monitoreo de asteroides.
El financiamiento de las actividades conmemorativas se basará en contribuciones voluntarias, incluyendo aportes del sector privado, garantizando así la implementación de programas sin comprometer fondos obligatorios de la ONU.